# 四天王寺本坊庭園

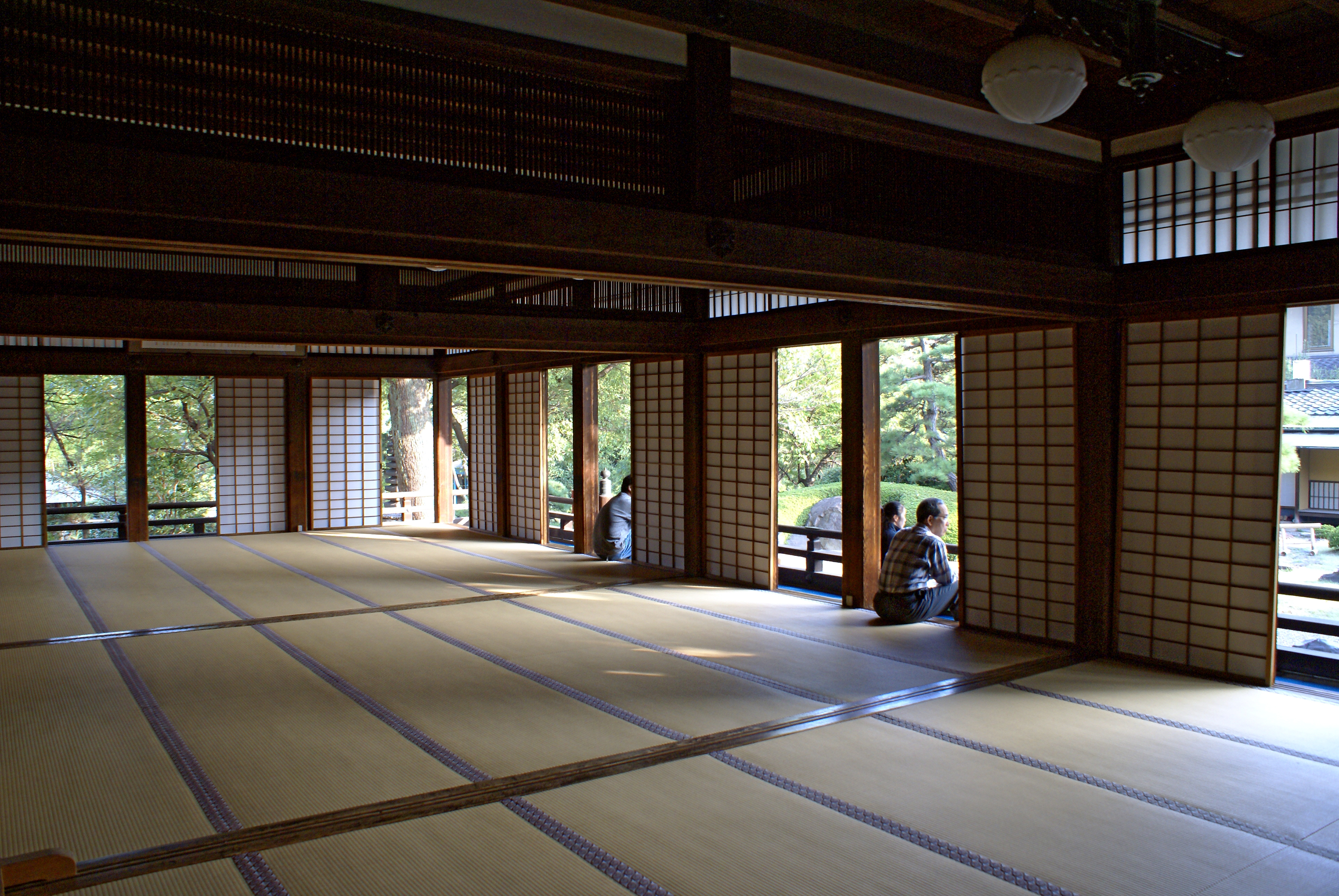
湯屋方丈

四天王寺 本坊庭園（してんのうじ ほんぼうていえん）は大阪市天王寺区の四天王寺本坊の東側にある日本庭園。作庭は木津聿斎（木津宗泉、木津宗詮）。

## 概要

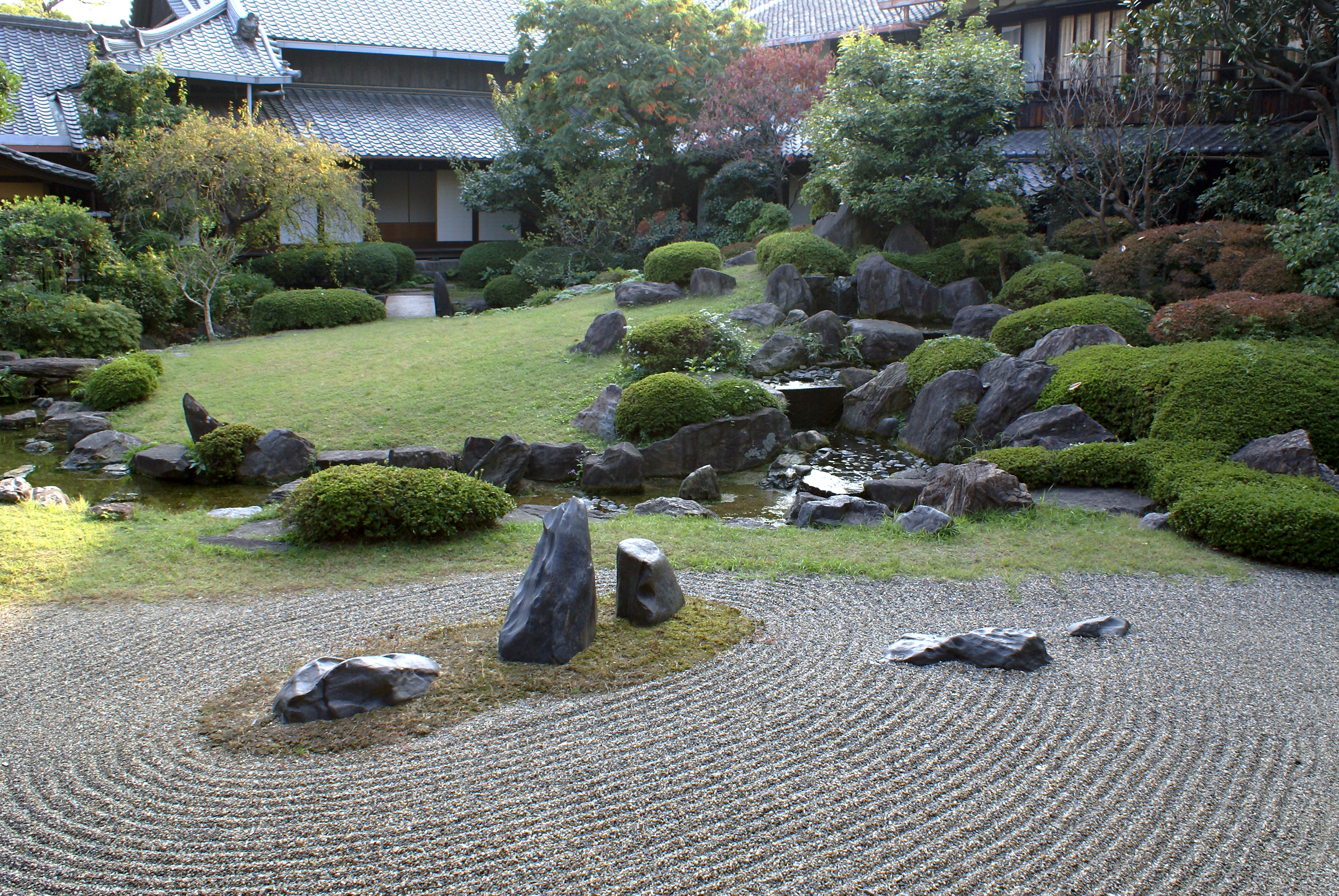
湯屋方丈から望む「補陀落の庭」

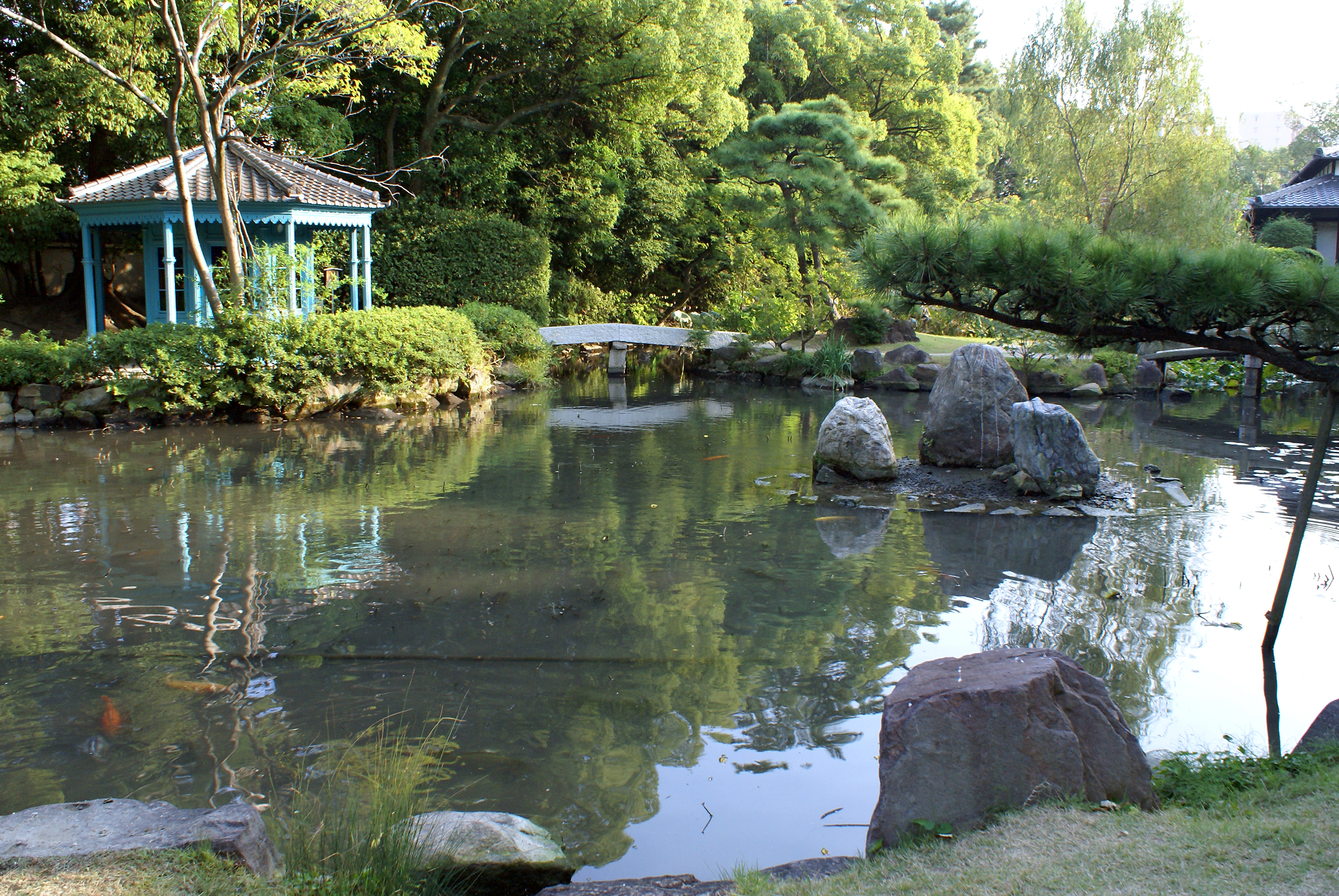
極楽の池と八角亭

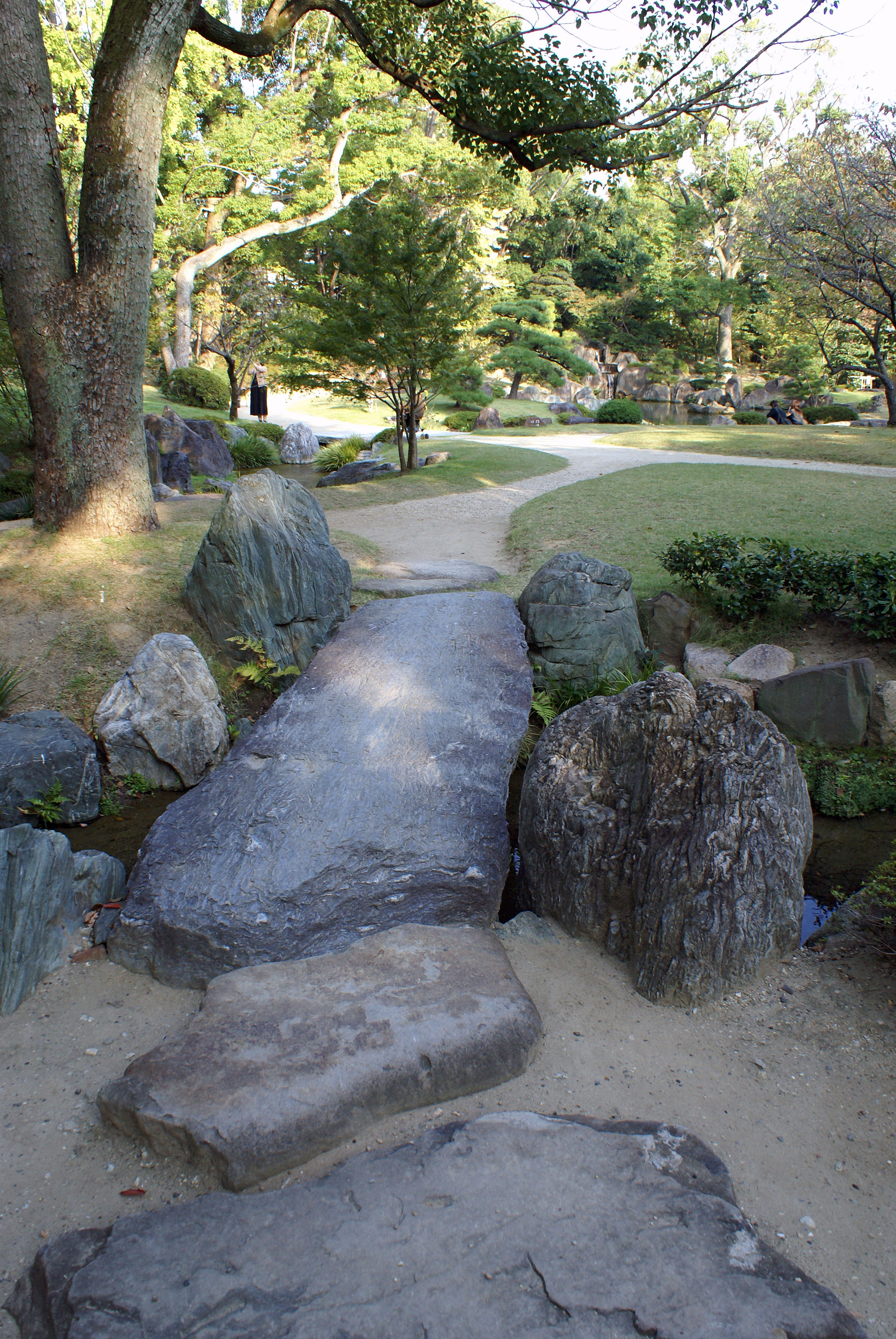
白道

自然のわき水を利用した2つの小川「水の河」と「火の河」および2つの池「瑠璃光の池」と「極楽の池」を配し白砂の廻遊路を「白道」という広さ1万m2の池泉廻遊式庭園である「極楽浄土の庭」と、幾度の戦災を免れて現在に至る湯屋方丈（江戸時代初期建立、国の重要文化財）、そしてその前庭である座視式庭園「補陀落の庭」からなる。造園の着工は江戸時代初頭とされ、現在の庭は明治時代初期に、火災による焼失から復興されたものである。このときに「二河白道」の喩話に基づいた作庭がなされた。
「極楽の池」の畔に建つルネッサンス様式の西洋建築「八角亭」は第五回内国勧業博覧会（明治36年・1903年開催）で出品された現存唯一のパビリオンで、後年移建されたものである。
長らく特定日のみの公開であったが、平成15年（2003年）8月より通年の公開が行われるようになった。

## 建造物
- 湯屋方丈（本坊方丈） - 国の重要文化財、江戸時代初期の元和3年（1617年）、徳川秀忠による再建
- 八角亭 - 登録有形文化財、明治36年（1903年）竣工
- 和松庵 - 茶室（松下幸之助寄贈）
- 臨池亭 - 茶室
- 青龍亭 - 茶室
- 払塵亭 - 茶室
- 一心大神
- 本坊
- 客殿

## 利用情報
- 拝観時間 - 午前10:00～午後4:00（受付は3:30まで）
- 所在地 - 大阪府大阪市天王寺区四天王寺1-11-18

## 交通アクセス
- 地下鉄谷町線 四天王寺前夕陽ヶ丘駅 徒歩5分
- JR大阪環状線 天王寺駅 徒歩15分

## 周辺情報
- 天王寺公園
  - 慶沢園
  - 大阪市立美術館
- 茶臼山古墳